# Infusionstechnik
Infusionstechnik ist ein Teilbereich der Medizintechnik.
Unter Infusionstechnik versteht man apparative Techniken, die dazu bestimmt sind, Flüssigkeiten in den menschlichen Körper zu applizieren. Sie werden eingesetzt, wenn eine Infusion per Schwerkraft oder mittels einer Spritze per Hand nicht möglich ist.
Man unterscheidet Infusionspumpen und Spritzenpumpen. Infusionspumpen fördern die zu applizierenden Flüssigkeiten aus einem Vorratsbehältnis über eine Rollenpumpe oder eine Peristaltik, damit der Transport der Flüssigkeit in einem geschlossenen System stattfindet, um Verunreinigungen während der Infusion zu vermeiden. Spritzenpumpen dienen zur automatisierten Abgabe eines Medikamentes über eine Spritze. Die Abgabegenauigkeit ist bei Spritzenpumpen höher als bei Infusionspumpen. Letztere erlauben hingegen höhere Förderraten.
Infusionsgeräte sind laut Medizinproduktegesetz als aktive Medizinprodukte deklariert.
Einsatzgebiete infusionstechnischer Geräte:
- Ernährungspumpe: Infusionspumpe zum Zwecke der enteralen Ernährung
- TIVA Pumpen: Spritzenpumpe zur Förderung von Anästhetika
- PCA-Pumpe: Spritzenpumpe zur Gabe von Schmerzmitteln durch den Patienten selbst